# المرصد السوري لحقوق الإنسان
المرصد السوري لحقوق الإنسان هو مكتب إعلامي يقع في المملكة المتحدة معارض لحكومة سوريا. منذ بداية الأزمة السورية كثيراً ما تستشهد وكالات الأنباء الكبرى بالمعلومات من موقع المرصد.
المعلومات التي ينشرها المركز يقوم بتجميعها وتحليلها ونشرها شخص واحد هو رامي عبد الرحمن مؤسس المركز ومديره والناطق الوحيد باسمه. يقسم رامي عبد الرحمن المعلومات عن القتلى إلى الخسائر في صفوف الجيش النظامي والخسائر بين المقاتلين المنشقين عن الجيش والخسائر بين المدنيين، وتشمل أعداد القتلى المدنيين المبلغ عنها أولئك من حملوا السلاح ضد القوات النظامية. ولا يشمل عدد القتلى الأشخاص المفقودين والشبيحة (الموالين للسلطات السورية) والقتلى غير الموثقين بالفيديو.

## عمل المرصد
يعرّف المركز عن نفسه بأنه «فريق من المهتمين والمؤمنين بحقوق الإنسان» تأسس في الأول من مايو (أيار) 2006، يعنى بكشف خروق لحقوق الإنسان في سوريا ونشرها حقوقياً وإعلامياً بالتعاون مع منظمات حقوقية سورية وعربية وعالمية.
يدار المرصد السوري لحقوق الإنسان الذي تعتمد كبريات وكالات الأنباء على معلوماته عن أعداد القتلى في سوريا، من قبل رامي عبد الرحمن. رامي عبد الرحمن سوري اعتقل في سوريا ثلاث مرات لفترات قصيرة بسبب نشاطه السياسي، فهاجر إلى المملكة المتحدة في سنة 2000.
يصرح المركز أن ليس له أعضاء خارج سوريا سوى رامي عبد الرحمن مؤسس المركز ومديره والناطق الرسمي الوحيد باسمه وهيفين كاكو المتحدثة الرسمية باسم المركز باللغة الإنكليزية.
قال رامي عبد الرحمن في مقابلة مع رويترز في ديسمبر 2011 أن المرصد لديه شبكة من حوالي 200 شخص في سوريا، وأن ستة منهم قُتلوا منذ بداية الأحداث، ويبلغ المرصد عن أعداد القتلى في صفوف المعارضة وبين قوات الحكومة السورية.
يعتبر المرصد السوري لحقوق الإنسان المصدر الأكثر اعتمادا من قبل الوكالات العربية والعالمية، حيث يقوم المرصد بنشر الاخبار وتطورات الوضع الميداني بشكل مستمر، باللغة الإنكليزية إضافة إلى اللغة العربية، وذلك عن طريق الفيسبوك وموقع المرصد باللغة الإنكليزية.

## الدقة والاستقلالية
وُصف المرصد السوري لحقوق الإنسان بأنه "مؤيد للمعارضة"  أو مناهض للأسد  وقد تعرض لانتقادات بسبب رفضه مشاركة بياناته أو منهجيته.  كما تعرض لانتقادات بسبب تقاريره الانتقائية، حيث غطى فقط الأعمال العنيفة التي ارتكبتها القوات الحكومية ضد المعارضة خلال العامين الأولين من وجوده  وأبلغ عن وفيات المقاتلين المناهضين للحكومة على أنها وفيات مدنية.

## الخلاف على الحق في استخدام التسمية
يقول الموقع الرسمي للمرصد السوري لحقوق الإنسان :
نحن فريق من المهتمين والمؤمنين بحقوق الإنسان، من داخل الوطن وخارجه، نراقب أوضاع حقوق الإنسان في سوريا، ننبّه إلى الانتهاكات وننتقدها، نصدر التقارير، ننشرها ونعممها على نطاق حقوقي وإعلامي واسع، نتعاون مع منظمات تعمل في حقل حقوق الإنسان ضمن سوريا والوطن العربي والعالم، بما ينسجم مع أهدافنا وتطلعاتنا إلى وطن تسوده
الديمقراطية والحرية والعدالة والمساواة

## وصلات خارجية
- موقع المرصد السوري لحقوق الإنسان (رامي عبد الرحمن)